# Doom (videojoc de 1993)
Doom és un videojoc d'acció en primera persona creat per id Software el 1993 per un grup dirigit per John Romero. Aquest videojoc funciona sota el sistema operatiu MS-DOS, utilitza 4 MB de RAM i requereix almenys un processador 386 a 33 MHz o 486 a 25 MHz.
El joc consisteix a controlar un soldat, que es troba a una estació a Fobos, una de les llunes de Mart. De sobte, les portes de l'Infern s'obren, deixant lliures a un gran nombre de dimonis, esperits immunds i zombis, els quals infesten la base militar en poc temps. El protagonista és l'únic ésser humà supervivent de l'estació i la seva missió és sortir amb vida de nivell en nivell, seguint l'estil de Wolfenstein 3D que va ser el primer FPS d'id Software però amb més dificultat.
Cal dir que Doom va popularitzar la majoria dels aspectes dels videojocs d'acció en primera persona, anomenats FPS), a més del fet que en termes de creativitat, va permetre que s'introduïssin les expansions creades per l'usuari, els WADs.
El 1995 va sortir Doom 2, que és la continuació, seguit per Ultimate Doom, idèntic al Doom original però amb un episodi més per a experts.
Li van seguir el 1997 per la Nintendo 64, el Doom 64, publicat per Midway Games. Aquesta versió del Doom és diferent a Doom i a Doom 2, ja que teòricament aquest joc contínua la història de Doom 2.
El 3 d'agost de 2004 va ser llançat al mercat Doom 3, el qual inclou no només un dels motors 3D més potents des que va sortir, sinó també una ambientació única per a un joc d'aquesta classe, que permet a qualsevol modificar gairebé la gran majoria dels aspectes del joc, sent el més modificable de tots fins al moment.

## Història original

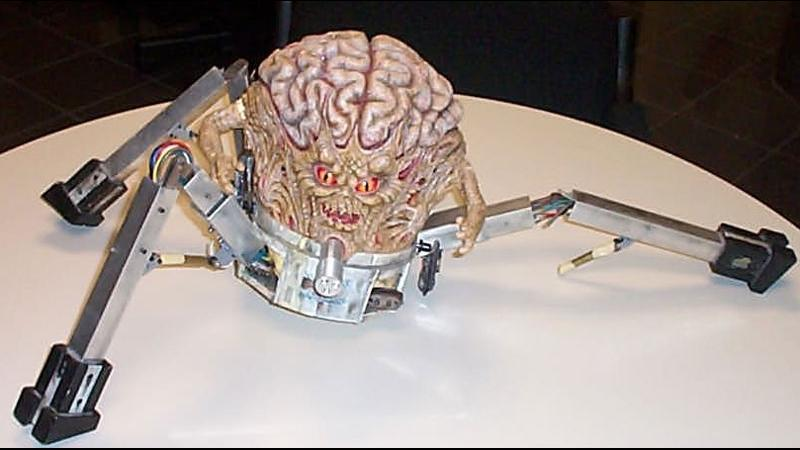
Un model d'un dels oponents del joc (Spider Mastermind)

El protagonista és un dels soldats més forts i entrenats de la Terra, experimentat en combat i llest per a l'acció. Segons la línia del joc, feia 3 anys va colpejar un oficial superior per ordenar als seus soldats disparar contra un grup de manifestants civils. Considerat com a perillós, van decidir transportar-lo a una base a Mart, al sector espacial de la UAC (Unió de la Corporació Aero-espacial). La UAC és una organització multi-planetària amb instal·lacions de deixalles radioactives a Mart i les seves dues llunes, Fobos i Deimos. Els seus primers dies el protagonista els va passar assegut a una sala de vigilància, veient vídeos restringits i material secret com si fos TV per cable, no havent-hi molta acció a les imatges.
En secret, la UAC, entre altres coses, desenvolupava molts projectes militars a Mart i les seves dues llunes. Una i la més problemàtica era la teleportació interdimensional, però fins llavors només s'havia pogut obrir un teletransportador entre Fobos i Deimos. Es va provar de llançar artefactes d'una banda i veure'ls sortir per l'altre, però en algun moment es van necessitar humans per a experimentar. Es van oferir voluntaris militars i científics, però en entrar pel portal van començar a succeir coses desconcertants: no tornaven o simplement no es tornaven a materialitzar en el teletransportador de destinació, o també tornaven morts amb estranys símptomes en el cos (mossegades, pell seca i cremada, alguns apareixien sense algunes parts del cos), o alguns arribaven completament amb una esquizofrènia psicòtica, (com zombis de pel·lícula) mastegant la meitat dels seus dits, o havent-se empassat els seus propis ulls, al mateix temps que altres (no tantes en nombre) en creuar pel teletransportador van sofrir una explosió inexplicable des del seu cos.
El treball d'identificar les parts de cossos de la gent sinistrada va esdevenir en una feina de difícil tasca. A part d'aquest esdeveniments, la UAC anunciava algun retard, però que la resta anava bé.
Ja havent passat algun temps, de sobte, Mart va rebre un missatge des de Fobos "Necessitem suport militar de seguida! Alguna cosa terrible i monstruosa està sortint pels portals! Els sistemes no responen! Els sistemes dels ordinadors s'han tornat bojos!" I també van dir altres coses però no es rebia bé.
Poc després, Deimos simplement es va esfumar de l'espai. Des d'aquell moment, va haver diversos intents d'establir connexió amb alguna de les llunes, sense èxit. Com a últim recurs, el protagonista i els seus companys, són enviats a Fobos per a veure que és el que està passant. En arribar-hi, la primera ordre que s'ordena al protagonista és esperar a l'entrada i assegurar el perímetre mentre els altres efectius obstaculitzen a la base duent-se les armes d'alt calibre. Durant molta estona, la ràdio del protagonista només rep sons de combat: trets, homes cridant ordres, crits d'auxili, alguna cosa que podria identificar-se com a ossos i cartílags trencant-se, i després, un gran silenci...
Els soldats companys estan morts i, per tant, el protagonista decideix entrar per la porta de la base, i troba qui ha comès els atacs. Llavors és quan es pot començar a jugar matant totes les criatures.

## Mode de joc

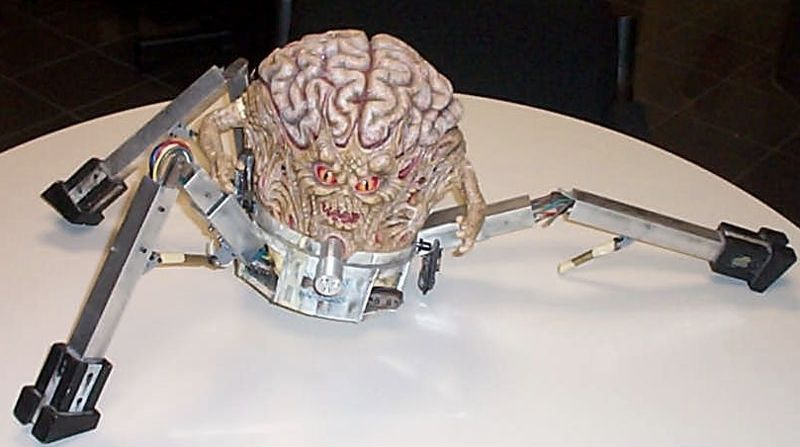
Model de Spider Mastermind creat per al joc per Gregor Punchatz

És un FPS (First Person Shooter), o sigui que s'experimenta l'acció des de la vista del personatge. L'objectiu dels nivells és simplement localitzar l'interruptor de sortida al següent nivell (normalment indicat amb un rètol vermell que diu EXIT que de vegades resulta ser un parany), sobrevivint a tot els perills a la via. Els obstacles són monstres, pisos de residus radioactius, sostres que cauen i aixafen al jugador, i portes que necessiten targetes o "claus de calavera" per a obrir-se i que poden situar-se prop del lloc. Els nivells tenen laberints (el mapa en forma de radar és essencial per a navegar-los) i àrees secretes amb alguna recompensa per ser explorades, però també es pot trobar que no n'hi hagi de recompensa sinó que hi ha algun ésser per eliminar.
Doom té un arsenal simple: les típiques armes dels jocs del seu gènere. El jugador comença amb una pistola i es pot usar la lluita cos a cos si és que la munició s'acaba, però es poden obtenir armes millors; aquestes són: la serra elèctrica, una escopeta, una metralladora en cadena, un llançacoets, un rifle de plasma, i finalment una important arma de joc com pot ser la BFG 9000 (Big Fucking Gun). També es poden agafar objectes, com per exemple una motxilla que permet dur el doble de munició, armadures, farmacioles per a recobrar la salut, i esferes que donen diferents poders com la invisibilitat parcial, la invulnerabilitat i el 100% de salut (fins a un màxim de 200%, no 100% com les farmacioles comuns)
Els monstres són el principal element del videojoc. El jugador s'ha d'enfrontar a grans quantitats d'ells alhora: en els més alts nivells de dificultat es troba una dotzena o més en diverses habitacions. Hi ha 10 tipus de monstres (Doom II dobla aquesta xifra), incloent humans posseïts i dimonis amb diferents poders, començant per febles impíes, cacodimonis flotants, fins i tot el temible ciberdimoni (espècie de minotaure robot amb llançacoets), que pot matar el protagonista d'un tret o dos amb un llançamíssils. Els monstres tenen un comportament simple, consisteix a caminar cap al jugador, llançar boles de foc i/o mossegar al jugador (també poden barallar entre ells si s'ataquen per accident).
La majoria de les versions del Doom (i les seves continuacions) amaguen sortides secretes, aquestes poden estar darrere de portes secretes o en zones de difícil accés. En dos d'aquests nivells del Doom II hi ha gràfics del precursor de la saga: Wolfenstein 3D.
A més del mode solitari, Doom ofereix dos modes multijugador a través de la xarxa: "cooperatiu", on des de dos fins a quatre jugadors lluiten contra les legions de l'Infern, i el "duel a mort" on fins a quatre jugadors barallen entre si.

## Expansions, i el Doom lliure
El codi font de Doom va ser publicat per id Software el 1997 sota una llicència propietària. Conseqüentment el joc fou portat a diversos sistemes operatius. Més endavant, el 1999, el codi va ser tornat a llicenciar sota els termes de la llicència pública GPL, obrint la possibilitat als seus fans de ferr modificacions del joc basades en l'original. La majoria de les modificacions van ser millores, correcció d'errors, i eliminar les limitacions del motor.
Aquestes millores van ser incloses en programes anomenats "source ports" com per exemple: ZDoom, Doom Legacy, Doomsday, etc. Aquests programes generalment agreguen millores que es troben en jocs més nous que tenen similitud de codi amb el Doom (Heretic o Hexen, per exemple) o simplement d'estil (Doom és un FPS, per tant la majoria va afegir una consola a l'estil Quake). En alguns es va afegir més modes de joc, com Capturar la bandera, el Duel a mort amb característiques especials, Duel en equip, Últim home en peu, etc., i milloraven els modes existents com per exemple el nombre de jugadors, que va passar d'un límit de 4 a 16, o fins i tot 32 com en els videojocs més moderns.
Des de l'obertura del codi font del Doom, s'ha generat tota una cultura entre els seus fans de contribuir en la creació de nous nivells i gràfics per al videojoc, molts d'ells distribuïts a través d'Internet. Entre alguns dels programes de construcció de nivells per al Doom, els més utilitzats són Doom Builder i WAD Author Arxivat 2007-11-25 a Wayback Machine..

## Versions de Doom per a consoles
- 3DO
- Atari Jaguar
- Sega 32X, (1994) Publicat per SEGA
- PlayStation, 1995 Publicat per Imagineer
- Super Nintendo, (1996) Publicat per Williams Entertainment Inc.
- Sega Saturn, (1997) Publicat per Williams Entertainment Inc.
- Nintendo 64, (1997) Publicat per Midway Games i anomenat Doom 64
- Game Boy Advance, (2001) Publicat per Activision

A més també es va fer una versió recreativa en la que la pantalla estava a una polzada (2 cm) de la cara del jugador.